# Usjtobe
Usjtobe (ryska: Уштобе) är en ort i Kazakstan.   Den ligger i oblystet Almaty, i den östra delen av landet, 800 km sydost om huvudstaden Astana. Usjtobe ligger 430 meter över havet och antalet invånare är 20 492.
Terrängen runt Usjtobe är platt. Runt Usjtobe är det mycket glesbefolkat, med 2 invånare per kvadratkilometer. Det finns inga andra samhällen i närheten. Trakten runt Usjtobe består i huvudsak av gräsmarker.